# Кубок Прем'єр-ліги Кенії
Кубок Прем'єр-ліги Кенії (англ. KPL Top 8 Cup) (офіційна назва Кубок КПЛ Топ-8) — футбольне змагання, яке щорічно проводить Кенійська федерація футболу серед 8-и найсильніших клубів Прем'єр-ліги Кенії. Перший розіграш турніру відбувся 2011 року, в якому тріумфував «Юлінізі Старз».

## Формат
Турнір проводиться у форматі олімпійської системи та вибування після двох поразок. Змагання розпочинається з 1/4 фіналу, де суперники грають один з одним по одному матчі. У півфіналі переможці попередньої стадії грають один з одним двічі, команди які маючть кращу різницю забитих та пропущених м'ячів виходять до фіналу, який складається з одного матчу. Иптч за третє місце не проводиться.
Переможці турніру отримують 1 000 000 кенійських шилінгів грошового призу. Інколи Федерація футболу Кенії збільшує призовий фонд турніру.
Переможці деяких розіграшів отримували право для участі в Клубному чемпіонаті КЕСАФА.

## Фінали
| Рік  | Команда 1     | Поз. | Рахунок       | Команда 2     | Поз. | Пос.  |
| ---- | ------------- | ---- | ------------- | ------------- | ---- | ----- |
| 2011 | Юлінізі Старз | 1-е  | 2−1           | Вестерн Стіма | 8-е  | [ 2 ] |
| 2012 | Юлінізі Старз | 2-е  | 0−2           | Гор Магія     | 4-е  |       |
| 2013 | Тхіка Юнайтед | 5-е  | 2−2 (3–5 пен) | Таскер        | 1-е  |       |
| 2014 | Таскер        | 5-е  | 2−1           | АФК Леопардс  | 2-е  |       |
| 2015 | СоНі Шугер    | 6-е  | 1–2 (д. ч.)   | Гор Магія     | 1-е  |       |
| 2016 | Мугороні Юз   | 6-е  | 1–0           | Гор Магія     | 1-е  |       |